# Tonie Lewenhaupt
Tonie Inge Brigitte Lewenhaupt, tidigare Tony Inge Brigitte Lewenhaupt, född Werner 27 juli 1937 i Stockholm, är en svensk dräkthistoriker, modeskribent och författare.

## Biografi
Tonie Lewenhaupt är dotter till regissören och filmvetaren Gösta Werner. Hon utbildade sig på Konstfackskolan inom reklam och modeteckning 1954–1957 och studerade även journalistik. Drygt 20 år gammal blev hon moderedaktör på Bonniers månadstidning och fick möjlighet att nära följa haute couture-modet i Paris. Hon arbetade som modetecknare och som stylist.
1964 gifte hon sig med reklam- och modefotografen greve Claës Lewenhaupt. De arbetade tillsammans med journalistik, reklam och böcker. Han fotograferade och hon skrev texterna. Mot slutet av 1970-talet fick hon andra intressen. I stället för att skriva om det dagsaktuella modet började hon skriva om trädgårdsfrågor. Paret Lewenhaupt gav 1983 ut boken Bakom häcken : idéer och tankar kring trädgård. Hon studerade konstvetenskap och intresserade sig för dräkthistoria. Särskilt fäste hon sig för hur kulturella uttryck, inklusive mode, utvecklades och etablerades. Viktig inspiration kom från Quentin Bell och Anne Hollander. När hon 2013 tilldelades Rausingpriset var det med motiveringen ”att hon visat på den starka kopplingen mellan samhällsförhållanden och mode”. Lewenhaupt intresserade sig särskilt för vad kläderna kunde berätta om ägarna, exempelvis varför vissa kläder blivit omsydda.
Lewenhaupt har sedan 1970-talet bott i Landskrona kommun. 1984 ordnade hon en mycket välbesökt utställning med inlånat material om kvinnans kläder 1884–1984 på Landskrona konsthall.
På 1980-talet började Lewenhaupt att bygga upp en samling med modekläder och dräkter. Hon fick gåvor, bland annat från Stina Pacini Ohlsson, innehavare av en exklusiv modebutik i Malmö. Hon köpte på auktioner i London. Ett resultat blev boken Lilla svarta (1985), ett annat Tidens tecken : kvinnans kläder i förhållande till sin omgivning (1988), båda samarbeten med maken.
När maken dog 1990 drabbades hon av en djup depression och tappade intresset för samlingen. Stora delar skänktes till Nationalmuseum i Stockholm och Kulturen i Lund. Donationen till Nationalmuseum, drygt 150 föremål från världens främsta modehus, överfördes senare till Röhsska museet i Göteborg.
Lewenhaupt gifte sig 1997 med konstnären Carl Fredrik Reuterswärd. Han bodde sedan länge i Schweiz och hon delade nu sin tid mellan Sverige och Schweiz. Hon fortsatte att skriva böcker om kläder och trädgårdar, höll föreläsningar och blev ansvarig för uppslagsordet ”mode” i Nationalencyklopedin. Carl Fredrik Reuterswärd dog 2016.  Lewenhaupt har fortsatt att vara aktiv med kultur i olika former. Hon vill bland annat tillgängliggöra många av Reuterswärds skulpturer som finns magasinerade. 2021 gav hon ut boken Sydda minnen, nedslag i modehistorien med illustrationer av författaren.